# Triangle latéral de Lacaze-Duthiers
Le triangle latéral de Lacaze-Duthiers est l'organisation spéciale que prend l'ensemble neural chez les gastéropodes. Cet ensemble prend la forme d'un triangle reliant les différents ganglions nerveux cérébroïdes, palléaux et pédieux,,.